# طهماسب الثاني

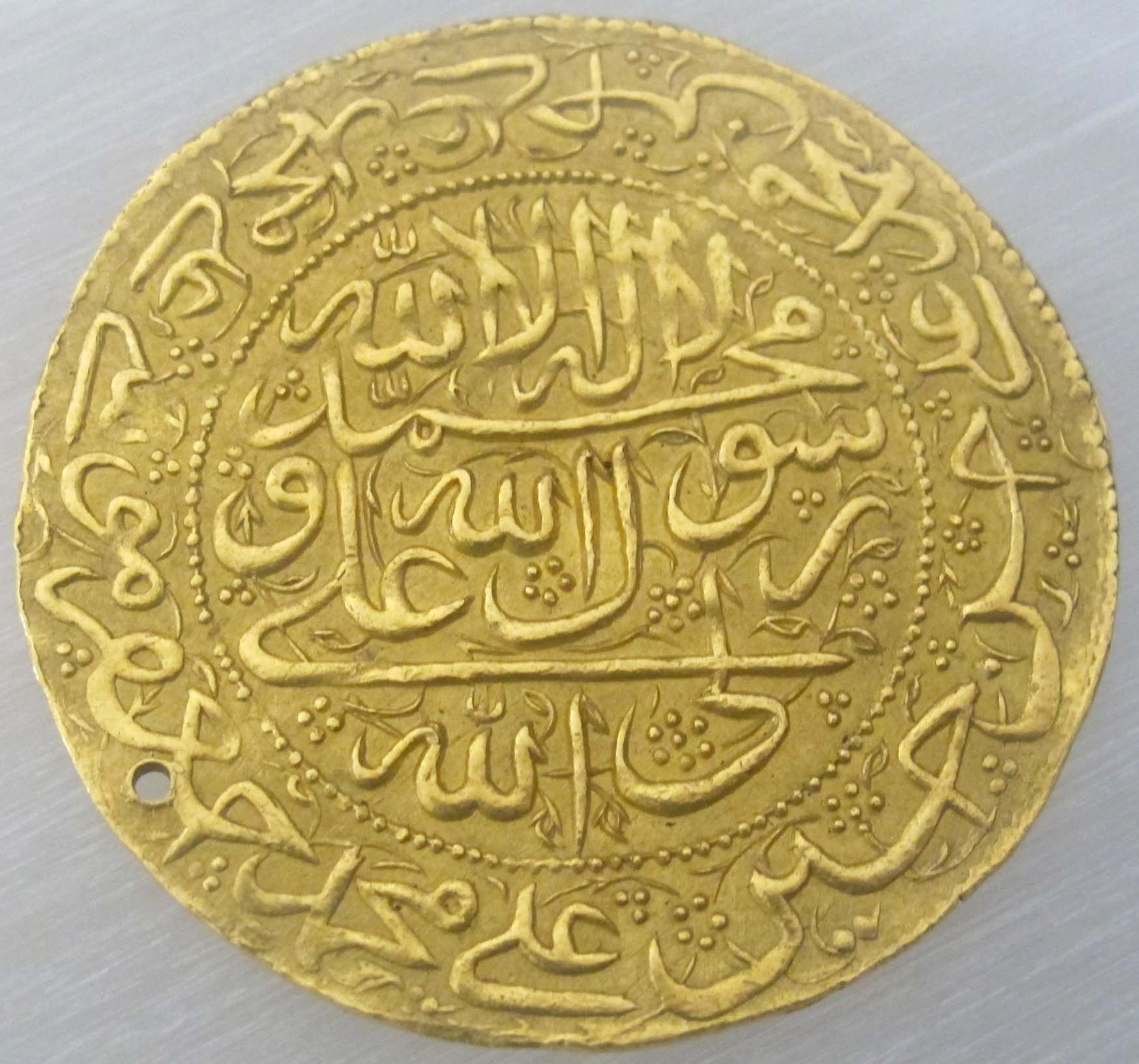

ظِلُّ اللهِ سُلطَانُ السَّلاطِينِ أَبُو المُظَفَّرِ الشَّاهُ طَهمَاسبُ الثَّانِي بنُ الشَّاهِ سُلطَان حُسَيْن الصَّفَويّ بَهَادُر خَان صَاحِبْقِران شَاهِنْشَاهُ فَارِس (بالفارسية: ظل‌الله سلطان بر سلاطین ابوالمظفر شاه طهماسب ثانی بن شاه سلطان حسین الصفوی بهادرخان صاحبقران شاهنشاه فارس) (ق. 5 شعبان 1116 هـ - 7 صفر 1152 هـ المُوافق فيه 3 ديسمبر (كانون الأول) 1704م - 16 مايو (أيار) 1739م) المعروف بِـ«طهماسب الثاني» هو أحد شاهات الدولة الصفوية ومن آخرهم. حكم بلاد آبائه مِن سنة 1135 هـ المُوافقة لِسنة 1722م إلى سنة 1145 هـ المُوافقة لِسنة 1732م. جلس طهماسب الثاني على عرش الدولة الصفوية بعد مقتل والده الشاه سُلطان حُسين والغزو الهوتاكي لأصفهان. إلى أن تمكَّن نادر الأفشاري من فتح أصفهان وطرد الغُزاة، فدخل الشاه طهماسب الثاني عاصمة أسلافه.
فيما بعد تم خلعه من العرش، وقتل لاحقًا على يد رضا قلي ميرزا وهو ابن نادر شاه. حاول احتلال الموصل لكن تصدى له حسين باشا الجليلي.